# Lezgini

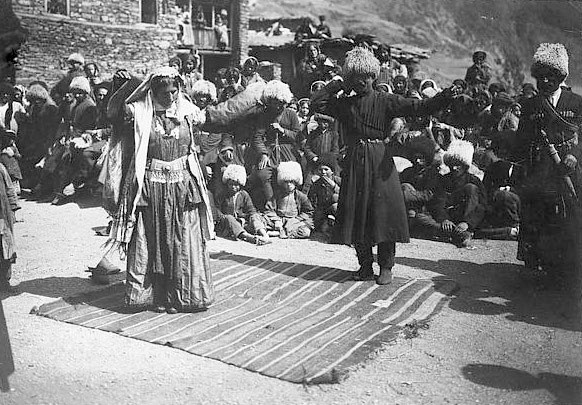
Grupa Lezginów tańcząca lezginkę, wieś Achty w Dagestanie (1900)

Nieoficjalna flaga narodowa Lezginów

Lezgini (lezgiński: Лезгияр, IPA: lezgijar) – kaukaska grupa etniczna, żyjąca głównie w południowo-wschodnim Dagestanie (gdzie stanowi ok. 10–11% ludności) i północnym Azerbejdżanie, używająca języka lezgińskiego. Liczba Lezginów jest szacowana na około 800–900 tys. osób.
W VIII wieku Lezgini przyjęli islam jako swoją religię. Później znaleźli się pod wpływami Gruzinów i Ormian, którzy próbowali ich schrystianizować bez powodzenia. W XVI wieku znaleźli się pod kontrolą imperium osmańskiego, później Persji, a od początku XIX wieku Rosji.

## Związek z Polską
W XIX wieku w dyskusji naukowej obecny był pogląd, że Polacy (Lachowie/Lechici) wywodzili się z Kaukazu, a ich przodkami byli Lakowie lub Lezgini. Pogląd taki wyrażał m.in. Adam Mickiewicz.